# Alfa Romeo Tipo 312
Alfa Romeo Tipo 312, 312 ali 12C-312 je dirkalnik Alfe Romeo, ki je bil v uporabi v sezoni 1938, ko so z njim dirkali Raymond Sommer, Giuseppe Farina, Eugenio Siena, Clemente Biondetti, Carlo Pintacuda, Jean-Pierre Wimille, Gianfranco Comotti, Piero Taruffi in Pietro Ghersi. Tipo 312 je bil eden treh dirkalnikov Alfe Romeo zasnovanih za nova pravila v sezoni 1938, ki so se razlikovali predvsem v motorju, ostala dva sta bila Alfa Romeo Tipo 308 z motorjem vrstni-8 in Alfa Romeo Tipo 316 z V16 motorjem. Dirkalnik je bil razvit iz neuspešnega dirkalnika Alfa Romeo 12C-37, ki pa je bil bolj vodljiv od svojega predhodnika. Motor dirkalnika je bila V12 različica 3,0 litrskega motorja z dvojnim superkompresorjem. Motor je bil močnejši od motorja dirkalnika Tipo 308, toda še vedno ni bil resnično konkurenčen nemškima dirkalnikoma. 
Dirkalnik je debitiral na prvi pomembnejši dirki sezone za Veliko nagrado Tripolija, kjer je Farina odstopil, Siena se je smrtno ponesrečil, Sommer pa je osvojil četrto mesto za tremi dirkači Mercedes-Benza z dirkalniki Mercedes-Benz W154. Na prvenstveni dirki za Veliko nagrado Nemčije sta tako Biondetti, kot tudi Farina odstopila, na dirki Coppa Ciano pa je Farina osvojil drugo mesto, Biondetti in Wimille pa skupaj tretje. Farina je uspeh ponovil tudi na še pomembnejši dirki Coppa Acerbo. Na prvenstveni dirki za Veliko nagrado Švice so Farina, Wimille in Taruffi osvojili peto, šesto in sedmo mesto, na zadnji prvenstveni dirki sezone za Veliko nagrado Italije pa je bil Ghersi šesti, Wimille in Taruffi pa sta odstopila.